# Coruña del Conde
Coruña del Conde – gmina w Hiszpanii, w prowincji Burgos, w Kastylii i León, o powierzchni 34,35 km². W 2011 roku gmina liczyła 125 mieszkańców.